# Финал НБА 2006
Финал НБА 2006 года — заключительная стадия регулярного чемпионата НБА в сезоне 2005/06 и окончание плей-офф. Чемпионы Восточной конференции «Майами Хит» сыграли с чемпионами Западной конференции «Даллас Маверикс». «Майами Хит» стали чемпионом НБА, обыграв «Даллас Маверикс» со счетом 4 — 2. Это первый титул в истории клуба. Самым ценным игроком финала был признан Дуэйн Уэйд.
Финал НБА проходил с 8 июня по 20 июня. «Маверикс» обладал преимуществом домашней площадки, так как показатель побед/поражений в сезоне, у них был лучше, чем у «Хит».

## Предстояние

### Плей-офф НБА 2006
| Даллас Маверикс (чемпион Западной Конференции)                                  | Даллас Маверикс (чемпион Западной Конференции) | Майами Хит (чемпион Восточной Конференции) | Майами Хит (чемпион Восточной Конференции)                                      |
| ------------------------------------------------------------------------------- | ---------------------------------------------- | ------------------------------------------ | ------------------------------------------------------------------------------- |
| 60-22 (.732) 2 место в Юго-Западный дивизионе, 4 место на Западе, 3 место в НБА | Регулярный сезон                               | Регулярный сезон                           | 52-30 (.634) 1 место Юго-Восточном дивизионе, 2 место на Востоке, 5 место в НБА |
| Победа над (5) Мемфис Гриззлис, 4-0                                             | 1-й раунд                                      | 1-й раунд                                  | Победа над (7) Чикаго Буллз, 4-2                                                |
| Победа над (1) Сан-Антонио Спёрс, 4-1                                           | Полуфиналы конференций                         | Полуфиналы конференций                     | Победа над (3) Нью-Джерси Нетс , 4-3                                            |
| Победа над (2) Финикс Санз, 4-2                                                 | Финалы конференций                             | Финалы конференций                         | Победа над (1) Детройт Пистонс, 4-2                                             |

### Регулярный сезон
| 25 ноября 2005 8:00 PM | Протокол | Даллас Маверикс 103, Майами Хит 90 | Даллас Маверикс 103, Майами Хит 90 | Даллас Маверикс 103, Майами Хит 90 | Американ-Эйрлайнс-Арена , Майами Зрителей: 20246 |
| 25 ноября 2005 8:00 PM | Протокол | 27–22, 30–23, 17–23, 29–22         |                                    |                                    | Американ-Эйрлайнс-Арена , Майами Зрителей: 20246 |
| 25 ноября 2005 8:00 PM | Протокол | Джош Ховард 25                     | Очки                               | Джейсон Уильямс 24                 | Американ-Эйрлайнс-Арена , Майами Зрителей: 20246 |
| 25 ноября 2005 8:00 PM | Протокол | Джош Ховард 11                     | Подборы                            | Удонис Хаслем 8                    | Американ-Эйрлайнс-Арена , Майами Зрителей: 20246 |
| 25 ноября 2005 8:00 PM | Протокол | Джейсон Терри 10                   | Передачи                           | Джейсон Уильямс 5                  | Американ-Эйрлайнс-Арена , Майами Зрителей: 20246 |

| 9 февраля 2006 7:00 PM | Протокол | Майами Хит 79, Даллас Маверикс 112 | Майами Хит 79, Даллас Маверикс 112 | Майами Хит 79, Даллас Маверикс 112 | Американ Эйрлайнс-центр, Даллас Зрителей: 20273 |
| 9 февраля 2006 7:00 PM | Протокол | 21–29, 17–22, 25–38, 13–23         |                                    |                                    | Американ Эйрлайнс-центр, Даллас Зрителей: 20273 |
| 9 февраля 2006 7:00 PM | Протокол | Шакил О’Нил 23                     | Очки                               | Дирк Новицки 27                    | Американ Эйрлайнс-центр, Даллас Зрителей: 20273 |
| 9 февраля 2006 7:00 PM | Протокол | Шакил О’Нил 8                      | Подборы                            | Эрик Дампьер 11                    | Американ Эйрлайнс-центр, Даллас Зрителей: 20273 |
| 9 февраля 2006 7:00 PM | Протокол | Дуэйн Уэйд 8                       | Передачи                           | Джейсон Терри 7                    | Американ Эйрлайнс-центр, Даллас Зрителей: 20273 |

## Резюме финальной серии
| Игра   | Дата                 | Команда хозяев  | Результат        | Команда гостей  |
| ------ | -------------------- | --------------- | ---------------- | --------------- |
| Игра 1 | Четверг, 8 Июня      | Даллас Маверикс | 90-80 (1-0)      | Майами Хит      |
| Игра 2 | Воскресенье, 11 Июня | Даллас Маверикс | 99-86 (2-0)      | Майами Хит      |
| Игра 3 | Вторник, 13 Июня     | Майами Хит      | 98-96 (1-2)      | Даллас Маверикс |
| Игра 4 | Четверг, 15 Июня     | Майами Хит      | 98-74 (2-2)      | Даллас Маверикс |
| Игра 5 | Воскресенья, 18 июня | Майами Хит      | 101-100 OT (3-2) | Даллас Маверикс |
| Игра 6 | Вторник, 20 Июня     | Даллас Маверикс | 92-95 (2-4)      | Майами Хит      |

## Финал НБА: Даллас Маверикс 2 — 4 Майами Хит

### Первый матч
Джейсон Терри набрал 32 очка. «Даллас Маверикс» проиграл только 1-ю четверть, и победил «Майами Хит» в матче.
| 8 июня 9:00pm ET | Протокол | Майами Хит 80, Даллас Маверикс 90            | Майами Хит 80, Даллас Маверикс 90 | Майами Хит 80, Даллас Маверикс 90 | Американ Эйрлайнс-центр, Даллас Зрителей: 20475 Судьи: Дэн Кроуфорд, Джо де Роуза, Беннетт Салваторе | ABC |
| 8 июня 9:00pm ET | Протокол | 31–23, 13–23, 24–24, 12–20                   |                                   |                                   | Американ Эйрлайнс-центр, Даллас Зрителей: 20475 Судьи: Дэн Кроуфорд, Джо де Роуза, Беннетт Салваторе | ABC |
| 8 июня 9:00pm ET | Протокол | Дуэйн Уэйд 28                                | Очки                              | Джейсон Терри 32                  | Американ Эйрлайнс-центр, Даллас Зрителей: 20475 Судьи: Дэн Кроуфорд, Джо де Роуза, Беннетт Салваторе | ABC |
| 8 июня 9:00pm ET | Протокол | Удонис Хаслем 8                              | Подборы                           | Джош Ховард 12                    | Американ Эйрлайнс-центр, Даллас Зрителей: 20475 Судьи: Дэн Кроуфорд, Джо де Роуза, Беннетт Салваторе | ABC |
| 8 июня 9:00pm ET | Протокол | Дуэйн Уэйд 6                                 | Передачи                          | Новицки и Ховард по 4             | Американ Эйрлайнс-центр, Даллас Зрителей: 20475 Судьи: Дэн Кроуфорд, Джо де Роуза, Беннетт Салваторе | ABC |
| 8 июня 9:00pm ET | Протокол | Даллас Маверикс повел в серии со счетом 1–0. |                                   |                                   | Американ Эйрлайнс-центр, Даллас Зрителей: 20475 Судьи: Дэн Кроуфорд, Джо де Роуза, Беннетт Салваторе | ABC |

### Второй матч
Дирк Новицки, сделав дабл-дабл (26 очков и 16 подборов), помог «Даллас Маверикс» одержать победу и повести в серии против «Майами Хит» со счетом 2:0.
| 11 июня 9:00pm ET | Протокол | Майами Хит 85, Даллас Маверикс 99            | Майами Хит 85, Даллас Маверикс 99 | Майами Хит 85, Даллас Маверикс 99 | Американ Эйрлайнс-центр, Даллас Зрителей: 20459 Судьи: Боб Делэни, Стив Джэвай, Эдди Ф. Раш | ABC |
| 11 июня 9:00pm ET | Протокол | 17–18, 17–32, 24–32, 27–17                   |                                   |                                   | Американ Эйрлайнс-центр, Даллас Зрителей: 20459 Судьи: Боб Делэни, Стив Джэвай, Эдди Ф. Раш | ABC |
| 11 июня 9:00pm ET | Протокол | Дуэйн Уэйд 23                                | Очки                              | Дирк Новицки 26                   | Американ Эйрлайнс-центр, Даллас Зрителей: 20459 Судьи: Боб Делэни, Стив Джэвай, Эдди Ф. Раш | ABC |
| 11 июня 9:00pm ET | Протокол | Дуэйн Уэйд 8                                 | Подборы                           | Дирк Новицки 16                   | Американ Эйрлайнс-центр, Даллас Зрителей: 20459 Судьи: Боб Делэни, Стив Джэвай, Эдди Ф. Раш | ABC |
| 11 июня 9:00pm ET | Протокол | Пэйтон и Уильямс по 4                        | Передачи                          | Джейсон Терри 9                   | Американ Эйрлайнс-центр, Даллас Зрителей: 20459 Судьи: Боб Делэни, Стив Джэвай, Эдди Ф. Раш | ABC |
| 11 июня 9:00pm ET | Протокол | Даллас Маверикс повел в серии со счетом 2–0. |                                   |                                   | Американ Эйрлайнс-центр, Даллас Зрителей: 20459 Судьи: Боб Делэни, Стив Джэвай, Эдди Ф. Раш | ABC |

### Третий матч

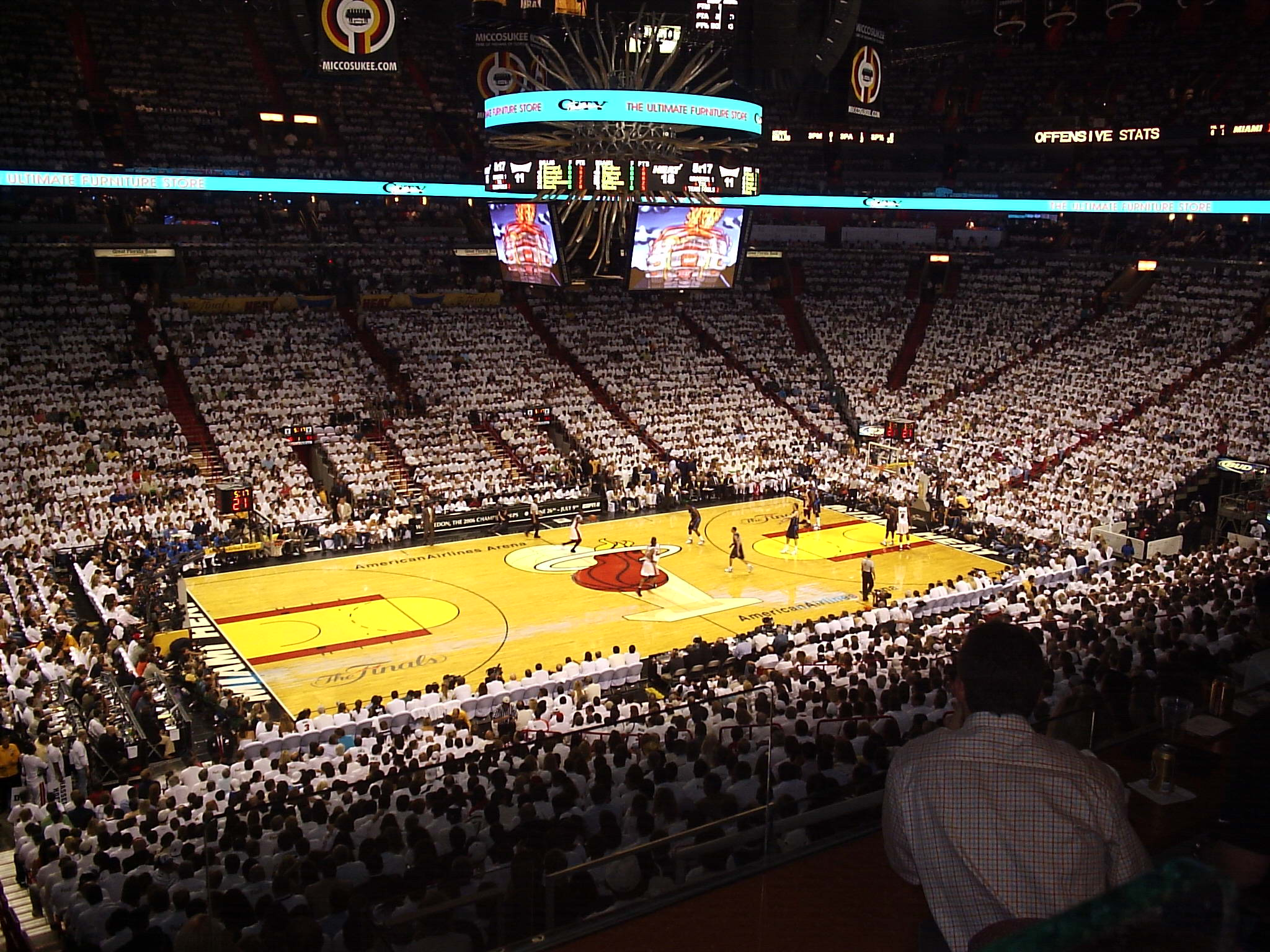
3-я игра финала НБА 2006 года

Благодаря 42 очкам и 13 подборам Дуэйн Уэйда, «Хит» сократили 13-очковое отставание за шесть минут до конца 4-й четверти. Гэри Пэйтон забросил мяч из-за трехочковой линии за 9,3 секунд до конца и вывел Майами вперед. Дирк Новицки имел шанс сравнять счет с линии штрафных бросков за 3,4 секунд до конца, но забил лишь 1 мяч из 2, оставив победу за «Майами Хит».
| 13 июня 9:00pm ET | Протокол | Даллас Маверикс 96, Майами Хит 98                | Даллас Маверикс 96, Майами Хит 98 | Даллас Маверикс 96, Майами Хит 98 | Американ-Эйрлайнс-Арена , Майами Зрителей: 20145 Судьи: Дэн Кроуфорд, Кен Мауэр, Джек Найз | ABC |
| 13 июня 9:00pm ET | Протокол | 21–29, 22–23, 34–16, 19–30                       |                                   |                                   | Американ-Эйрлайнс-Арена , Майами Зрителей: 20145 Судьи: Дэн Кроуфорд, Кен Мауэр, Джек Найз | ABC |
| 13 июня 9:00pm ET | Протокол | Дирк Новицки 30                                  | Очки                              | Дуэйн Уэйд 42                     | Американ-Эйрлайнс-Арена , Майами Зрителей: 20145 Судьи: Дэн Кроуфорд, Кен Мауэр, Джек Найз | ABC |
| 13 июня 9:00pm ET | Протокол | Эрик Дампьер 9                                   | Подборы                           | Дуэйн Уэйд 13                     | Американ-Эйрлайнс-Арена , Майами Зрителей: 20145 Судьи: Дэн Кроуфорд, Кен Мауэр, Джек Найз | ABC |
| 13 июня 9:00pm ET | Протокол | Джейсон Терри 5                                  | Передачи                          | Шакил О’Нил 5                     | Американ-Эйрлайнс-Арена , Майами Зрителей: 20145 Судьи: Дэн Кроуфорд, Кен Мауэр, Джек Найз | ABC |
| 13 июня 9:00pm ET | Протокол | Даллас Маверикс лидировал в серии со счетом 2–1. |                                   |                                   | Американ-Эйрлайнс-Арена , Майами Зрителей: 20145 Судьи: Дэн Кроуфорд, Кен Мауэр, Джек Найз | ABC |

### Четвертый матч
Дуэйн Уэйд набрал 36 очков. В 4-й четверти «Даллас Маверикс» набрал всего 7 очков. Джерри Стэкхауз грубо сфолил на Шакиле О’Ниле и в результате вынужден пропустить 5-ю игру серии.
| 15 июня 9:00pm ET | Протокол | Даллас Маверикс 74, Майами Хит 98    | Даллас Маверикс 74, Майами Хит 98 | Даллас Маверикс 74, Майами Хит 98 | Американ-Эйрлайнс-Арена , Майами Зрителей: 20145 Судьи: Дик Баветта, Майк Каллахан, Берни Фрайер | ABC |
| 15 июня 9:00pm ET | Протокол | 25–30, 19–24, 23–24, 7–20            |                                   |                                   | Американ-Эйрлайнс-Арена , Майами Зрителей: 20145 Судьи: Дик Баветта, Майк Каллахан, Берни Фрайер | ABC |
| 15 июня 9:00pm ET | Протокол | Джейсон Терри 17                     | Очки                              | Дуэйн Уэйд 36                     | Американ-Эйрлайнс-Арена , Майами Зрителей: 20145 Судьи: Дик Баветта, Майк Каллахан, Берни Фрайер | ABC |
| 15 июня 9:00pm ET | Протокол | Дирк Новицки 9                       | Подборы                           | Шакил О’Нил 13                    | Американ-Эйрлайнс-Арена , Майами Зрителей: 20145 Судьи: Дик Баветта, Майк Каллахан, Берни Фрайер | ABC |
| 15 июня 9:00pm ET | Протокол | Джерри Стэкхауз 4                    | Передачи                          | Джейсон Уильямс 6                 | Американ-Эйрлайнс-Арена , Майами Зрителей: 20145 Судьи: Дик Баветта, Майк Каллахан, Берни Фрайер | ABC |
| 15 июня 9:00pm ET | Протокол | Майами Хит сравнял счет в серии 2–2. |                                   |                                   | Американ-Эйрлайнс-Арена , Майами Зрителей: 20145 Судьи: Дик Баветта, Майк Каллахан, Берни Фрайер | ABC |

### Пятый матч
Дуэйн Уэйд 25 раз бросал с линии штрафного броска, это столько же как все игроки «Даллас Маверикс» вместе взятые. «Майами Хит» одержали третью победу подряд после проигранных 2-х встреч в серии в Далласе.
| 18 июня 9:00pm ET | Протокол | Даллас Маверикс 100, Майами Хит 101     | Даллас Маверикс 100, Майами Хит 101 | Даллас Маверикс 100, Майами Хит 101 | Американ-Эйрлайнс-Арена , Майами Зрителей: 20145 Судьи: Дэн Кроуфорд, Джо де Роуза, Беннетт Салваторе | ABC |
| 18 июня 9:00pm ET | Протокол | 21–24, 30–19, 20–27, 22–23, 7–8         |                                     |                                     | Американ-Эйрлайнс-Арена , Майами Зрителей: 20145 Судьи: Дэн Кроуфорд, Джо де Роуза, Беннетт Салваторе | ABC |
| 18 июня 9:00pm ET | Протокол | Джейсон Терри 35                        | Очки                                | Дуэйн Уэйд 43                       | Американ-Эйрлайнс-Арена , Майами Зрителей: 20145 Судьи: Дэн Кроуфорд, Джо де Роуза, Беннетт Салваторе | ABC |
| 18 июня 9:00pm ET | Протокол | Джош Ховард 10                          | Подборы                             | Шакил О’Нил 12                      | Американ-Эйрлайнс-Арена , Майами Зрителей: 20145 Судьи: Дэн Кроуфорд, Джо де Роуза, Беннетт Салваторе | ABC |
| 18 июня 9:00pm ET | Протокол | Маркиз Дэниэлс 4                        | Передачи                            | Уэйд и Уильямс по 4                 | Американ-Эйрлайнс-Арена , Майами Зрителей: 20145 Судьи: Дэн Кроуфорд, Джо де Роуза, Беннетт Салваторе | ABC |
| 18 июня 9:00pm ET | Протокол | Майами Хит повел в серии со счетом 3–2. |                                     |                                     | Американ-Эйрлайнс-Арена , Майами Зрителей: 20145 Судьи: Дэн Кроуфорд, Джо де Роуза, Беннетт Салваторе | ABC |

### Шестой матч
Дуэйн Уэйд набрал 36 очков и помог «Хит» преодолеть «Даллас Маверикс» на пути к 1-му в истории клуба титулу. Джейсон Терри промазал 3-х очковый бросок, который мог бы перевести игру в овертайм. 
| 20 июня 9:00pm ET | Протокол | Майами Хит 95, Даллас Маверикс 92       | Майами Хит 95, Даллас Маверикс 92 | Майами Хит 95, Даллас Маверикс 92 | Американ Эйрлайнс-центр, Даллас Зрителей: 20522 Судьи: Дэн Кроуфорд, Стив Джэвай, Эдди Ф. Раш | ABC |
| 20 июня 9:00pm ET | Протокол | 23–30, 26–18, 22–20, 24–24              |                                   |                                   | Американ Эйрлайнс-центр, Даллас Зрителей: 20522 Судьи: Дэн Кроуфорд, Стив Джэвай, Эдди Ф. Раш | ABC |
| 20 июня 9:00pm ET | Протокол | Дуэйн Уэйд 36                           | Очки                              | Дирк Новицки 29                   | Американ Эйрлайнс-центр, Даллас Зрителей: 20522 Судьи: Дэн Кроуфорд, Стив Джэвай, Эдди Ф. Раш | ABC |
| 20 июня 9:00pm ET | Протокол | Шакил О’Нил 12                          | Подборы                           | Дирк Новицки 16                   | Американ Эйрлайнс-центр, Даллас Зрителей: 20522 Судьи: Дэн Кроуфорд, Стив Джэвай, Эдди Ф. Раш | ABC |
| 20 июня 9:00pm ET | Протокол | Джейсон Уильямс 7                       | Передачи                          | Джейсон Терри 5                   | Американ Эйрлайнс-центр, Даллас Зрителей: 20522 Судьи: Дэн Кроуфорд, Стив Джэвай, Эдди Ф. Раш | ABC |
| 20 июня 9:00pm ET | Протокол | Майами Хит выиграл серию со счетом 4–2. |                                   |                                   | Американ Эйрлайнс-центр, Даллас Зрителей: 20522 Судьи: Дэн Кроуфорд, Стив Джэвай, Эдди Ф. Раш | ABC |

### Награды
- Чемпион НБА — Майами Хит (1-й титул)
- Самый ценный игрок финала НБА — Дуэйн Уэйд Майами Хит